# کلاوس پلوگاوس
کلاوس پلوگاوس (آلمانی: Klaus Ploghaus؛ زادهٔ ۳۱ ژانویهٔ ۱۹۵۶) پرتاب‌گر چکش اهل آلمان بود.